# Martinroda, Ilm
Martinroda là một đô thị ở huyện Ilm, bang Thüringen, Đức. Đô thị này có diện tích 8,27 km², dân số thời điểm 31 tháng 12 năm 2006 là 894 người.